# Tomtehuset
Tomtehuset (pol. Dom skrzatów) – zabytkowy dom w Göteborgu, usytuowany na rogu ulic Vasagatan i Viktoriagatan. Nazwa domu pochodzi od wizerunków skrzatów zdobiących fasady budynku (słowo tomte w języku szwedzkim znaczy skrzat).

## Historia
Dom powstał w latach 1888–1890, na zlecenie szwedzkiego wydawcy gazet i radnego Göteborga, Svena Adolfa Hedlunda. Projekt wykonali Hans Hedlund (bratanek Svena Adolfa) oraz Yngve Rasmussen. Obaj architekci mieli w tamtym czasie kilka znanych projektów w swoim dorobku. Hedlund zaprojektował budynek biblioteki miejskiej oraz sądu, a Rasmussen kościół Vasakyrkan i budynek Kompanii Wschodnioindyjskiej. Do wykonania malowideł na fasadach Hedlund i Rasmussen zaangażowali brata Rasmussena, Thorvalda, który był malarzem. Słynął również z zabawnych widokówek, przedstawiających skrzaty.
Skrzaty na fasadach ukazane zostały podczas wykonywania różnych zajęć. Jeden siedzi i czyta gazetę, inny siedzi przy stole kreślarskim, a jeszcze inny fotografuje następnego krasnala dziewiętnastowiecznym aparatem fotograficznym. Oprócz skrzatów, na ścianach budynku widnieją smoki i wiewiórki.
Do domu, który został zaprojektowany tak, by wpadało do środka jak najwięcej światła, prowadzą wysokie schody z kutą poręczą. Na ścianie od strony Vasagatan znajduje się napis In Luce Mundus, co znaczy mniej więcej w świetle świata. Pod niektórymi malowidłami odnaleźć można inicjały autorów.
Sven Adolf Hedlund zamieszkiwał dom od strony Viktoriagatan. W drugiej części mieściło się atelier fotograficzne Dahöf&Hedlund, w którym pracował syn właściciela, Torsten.

## Obecnie
Tomtehuset od 1981 r. należy do gminnej agencji nieruchomości. W budynku mieszczą się mieszkania oraz kawiarnia i snack bar. 
Budynek znajduje się w Szwedzkim Rejestrze Zabytków oraz na liście szwedzkiego dziedzictwa kultury.